# ISO 12006
ISO12006は、国際標準化機構によって策定された、建設分野の分類体系についての国際規格である。2つの規格から成る。
ISO12006-2は情報分類の枠組み(Framework for classification)として、17の推奨分類テーブルが示されている。2001年11月に初めて制定され、2015年に大幅に改定された。エンティテイ、要素、建設プロセス、管理プロセスなどの独特の概念が提出されている。建設分野のライフサイクルにわたるすべての活動作業や構造物を１つの体系で網羅しようとしたものである。実際のデータベース等のシステムは、この１部をカバーしたものであるため、これをすべて含んだデータベースは考えにくい。しかし多くの国のナショナル分類表に影響を与えた。
ISO12006-3はオブジェクト指向の情報交換に関する枠組み(Framework for object-oriented information)である。ISO12006-2がテーブル表で表現出来るのに対して、ISO12006-3はクラス図でのみ表現しようとしたものである。2007年に制定された。
準拠の例としては、buildingSMART Internationalのデータ辞書であるbuildingSMART Data Dictionary (bSDD) は、本ISO 12006-3に加えてISO 23386 と Linked Data standards を用いている。

## ISO
- ISO 12006-2: Building construction — Organization of information about construction works — Part 2: Framework for classification
- ISO 12006-3: Building construction — Organization of information about construction works — Part 3: Framework for object-oriented information